# Eucalliax kensleyi
Eucalliax kensleyi is een tienpotigensoort uit de familie van de Callianassidae. De wetenschappelijke naam van de soort is voor het eerst geldig gepubliceerd in 2005 door Dworschak.